# هاگنبرگ ایم مولکرایس
هاگنبرگ ایم مولکرایس (به آلمانی: Hagenberg im Mühlkreis) یک منطقهٔ مسکونی در اتریش است که در ناحیه فرایشتات واقع شده‌است. هاگنبرگ ایم مولکرایس ۱۵٫۱ کیلومتر مربع مساحت دارد ۴۴۴ متر بالاتر از سطح دریا واقع شده‌است.